# Mehmed-paša Atlagić
Mehmed-paša Atlagić (Livno, prva polovica 17. st. - Priština(?), 1688. ili 1689.), bosanski velikaš iz utjecajne livanjske obitelji Atlagića.

Mehmed-paša je najpoznatiji izdanak obitelji Atlagića koji su od početka 16. st. uživali velike posjede u zapadnoj Bosni i dijelovima Dalmacije. Nakon obnašanja dužnosti kapetana kninskoga sandžaka, 1686. godine Mehmed-beg Atlagić postaje bosanski vezir. Na ovo je mjesto postavljen zbog svoga ugleda među Morlacima, i želji sultana da ih pridobije na svoju stranu. Strahujući od Mehmed-pašina autoriteta i utjecaja, dalmatinski providur Girolamo Cornaro kuje urotu da otruje Mehmed-pašu. Ta urota nije imala učinka, a već u svibnju 1688. Mehmed-pašu smjenjuju s utjecajne funkcije. Vraća se u Knin, gdje zapovijeda obranom grada od mletačkih napada. U rujnu 1688. providur Cornaro uz pomoć serdara Zaviše Jankovića osvaja kninsku tvrđavu i zarobljava Mehmed-pašu te ga šalje u ropstvo. Prema nekim izvorima, Mehmed-paša je predao Knin Mlečanima za osvetu velikom veziru Sijavuš-paši koji ga je smijenio s funkcije bosanskog paše.

O smrti Mehmed-paše nema pouzdanih podataka. Prema jednim izvorima ubijen je nakon ulaska Mlečana u Knin, a prema drugima umro je kao sužanj u Prištini.